# 山口由美子
山口 由美子（やまぐち ゆみこ、1951年3月7日 - 2008年6月18日）は、日本の編集者、ライター、イラストレーター。大阪府出身。

## 生涯
大学在学中の1971年に、村元武らと日本初の情報誌『プレイガイドジャーナル』の創刊に参加。編集を担当する他、誌面のADや表紙イラストも手がける。また、人気の書籍シリーズ「青春街図」の手書きの地図を描いた。1976年から1980年までは編集長。川崎ゆきお「猟奇王」やいしいひさいち「バイトくん」などの、漫画単行本の編集も担当した。
出産を機に退社し、フリー編集者に。「プガジャ」関連の仕事や、「チャンネルゼロ」でのいしいひさいちの単行本の編集などを担当する。
また、「文房具探偵」を名乗り、様々な文房具についての文章を、雑誌コラムや、「チャンネルゼロ」のサイト等で発表していた。また、自身のサイト「雑貨飯店」で、オリジナル・ノートブックの販売なども行っていた。
2008年6月18日、心不全のため死去。57歳没。

## 著書
- 『「プガジャ」の時代』森晴樹,村上知彦,春岡勇二,ガンジー石原,山口由美子,小堀純著、大阪府立文化情報センター(編) ブレーンセンター 2008.6